# روتيورن
روتيورن (بالإنجليزية: Reeti)‏ هو أحد جبال سلسلة جبال الألب البرنية ويقع في كانتون برن في سويسرا. يحتل المرتبة رقم 282 في قائمة جبال سويسرا من حيث الارتفاع، إذ يبلغ ارتفاعه حوالي 2757 متر، بينما يبلغ ارتفاع نتوء الجبل 341 متر.